# Xã hội đen (phim)
Xã hội đen (hay Hắc xã hội) (Phồn thể: 黑社會, Giản thể: 黑社会, Bính âm: Hēi shèhuì, tựa tiếng Anh: Election) là một bộ phim hình sự - tội phạm Hồng Kông của đạo diễn Đỗ Kỳ Phong, công chiếu năm 2005. Bộ phim lấy đề tài về cuộc tranh giành vị trí thủ lĩnh của một băng đảng xã hội đen Tam Hoàng Hồng Kông với dàn diễn viên chính gồm Nhậm Đạt Hoa, Lương Gia Huy, Cổ Thiên Lạc và Trương Gia Huy. Sau khi công chiếu bộ phim đã được giới phê bình đánh giá cao, nó được trao giải Phim hay nhất tại Giải thưởng Điện ảnh Hồng Kông lần thứ 25 (2006) đồng thời cũng được lựa chọn dự thi chính thức tại Liên hoan phim Cannes 2005. Tiếp nối thành công của bộ phim, đạo diễn Đỗ Kỳ Phong vào năm 2006 đã thực hiện phần tiếp theo với tựa đề Xã hội đen 2.

## Nội dung
Tại Hồng Kông, băng Hòa Liên Thắng (gọi tắt là Bang Hội) - hậu duệ của Hồng Môn, tổ chức bầu cử Tân Tổng Đầu lĩnh theo nhiệm kỳ hai năm một lần. Hai ứng cử viên hàng đầu là A Lạc (Lâm Hoài Lạc) và Đại D (Lôi Siêu) thực hiện chiến dịch tranh cử vào những ngày cuối trước cuộc bầu cử. A Lạc là người điềm tĩnh, kiên nhẫn và coi trọng tình huynh đệ, trong khi Đại D là người nóng nảy, cộc cằn, thiếu kiên nhẫn, luôn cố gắng thao túng cuộc bầu cử bằng mọi cách. Ở trong nội bộ Hội đồng Bang Hội, Xuyến Bộc - một thành viên cấp cao cố gắng thuyết phục các thành viên bầu chọn cho Đại D, tuy nhiên lại xảy ra tranh cãi. Bác Đặng - Trưởng Lão được nể phục nhất trong Bang Hội, làm dịu cuộc tranh cãi và quyết định lựa chọn A Lạc làm Tổng Đầu lĩnh mới của Hòa Liên Thắng. Tất cả thành viên Hội đồng trừ Xuyến Bộc và 2 thành viên khác ủng hộ Đại D đã nhất trí ý kiến của Bác Đặng.
Đại D sau khi biết kết quả thì tỏ ra cực kỳ tức giận. Anh ta sai thuộc hạ bắt cóc và tra tấn Chú Long Căn và Quan Tử Sâm - những người mà Đại D cho là nguyên nhân khiến anh ta thất bại, để hả giận. Anh ta cũng gọi điện cho Xuy Kê, cựu Tổng Đầu lĩnh nhằm ép ông ta giao nộp Long Đầu côn - biểu tượng quyền lực của Tổng Đầu lĩnh. Xuy Kê quyết định cho người giấu Long Đầu côn tại Quảng Châu, dẫn đến việc A Lạc và các anh em cùng phe thực hiện một cuộc tìm kiếm.
Lực lượng Cảnh sát Hồng Kông, để ngăn chặn đấu đá nội bộ và duy trì hòa bình, đã tiến hành bắt giữ các nhân vật chủ chốt của Bang Hội, bao gồm Xuy Kê, Đại D, Bác Đặng và Xuyến Bộc. A Lạc cũng bị Cảnh sát bắt giữ ngay trước mặt con trai anh ta. Trong quá trình bắt giữ, Đại D tấn công Xuy Kê, khiến Xuy Kê bị thương nặng do vô tình bị xe đâm. Do thiếu bằng chứng buộc tội, Cảnh sát chỉ có thể tạm giữ các thành viên trên. Xuy Kê trong thời gian điều trị đã cung khai với Lực lượng cảnh sát để làm chứng chống lại Đại D, khiến Đại D tiếp tục bị kéo dài thời gian tạm giam. Không muốn tội ác của Bang Hội bị phơi bày, A Lạc nhờ luật sư của mình thuyết phục Xuy Kê tự sát, đổi lại, Bang Hội sẽ đảm bảo an toàn cho gia đình ông ta về sau. Trong khi đó, cảnh sát cho phép các thành viên Hội đồng hòa giải với Đại D, nhưng Đại D đe dọa sẽ tách khỏi Bang Hội và thành lập một băng mới. Cảm thấy hành động của Đại D đang chà đạp truyền thống đoàn kết của Bang Hội, hầu hết các thành viên trong Bang Hội đều đoàn kết chống lại Đại D. Điều này khiến Lực lượng cảnh sát lo ngại về nguy cơ nội chiến băng đảng và bạo lực leo thang tại Hồng Kông.
Nhiều thành viên khác nhau trong Bang Hội cố gắng lấy lại Long Đầu côn, bao gồm Đại Đầu, Phi Cơ, Đông Quản Tử, Tô Sư Gia và cả Chiêm Mễ - một doanh nhân ma cô, đàn em của Chú Long Căn và Quan Tử Sâm từng bị Đại D hành hạ. Sau một cuộc chiến tranh giành lẫn nhau giữa các thành viên, Chiêm Mễ cuối cùng giành được Long Đầu côn. Anh ta giao nộp Long Đầu côn cho A Lạc sau khi A Lạc hứa sẽ cải thiện Bang Hội. A Lạc thưởng cho những người đã hỗ trợ anh ta bằng cách bảo kê vĩnh viễn cho những người giúp đỡ anh ta. 
Đại D được tại ngoại sau khi được A Lạc bảo lãnh. A Lạc tuyên bố sở hữu Long Đầu côn, thể hiện quyền thống trị tuyệt đối trong Bang Hội, đe dọa sẽ khai chiến với Đại D nếu không nghe anh ta. Trên xe riêng, A Lạc đảm bảo sẽ bầu Đại D vào vị trí Tổng Đầu lĩnh của Bang Hội nhiệm kỳ sau với điều kiện Đại D phải chấp nhận A Lạc làm Tổng Đầu lĩnh và cùng nhau giành địa bàn Tiêm Sa Chủy giàu có. Đại D sau một hồi suy nghĩ đã chấp nhận thỏa thuận của A Lạc. Các thành viên cấp cao của Bang Hội, bao gồm cả A Lạc và Đại D, tiến hành buổi lễ tuyên thệ nhậm chức, thề sẽ trung thành với nhau suốt đời.
Ngày hôm sau lễ tuyên thệ, Khủng Long - một đối thủ của Bang Hội, muốn hợp tác làm ăn và chia sẻ lợi nhuận của khu Tiêm Sa Chủy cùng Đại D với điều kiện Đại D phản bội A Lạc, Đại D quyết định gọi A Lạc đến gặp anh ta. Hóa ra đây là một cái bẫy, A Lạc và Đại D hợp lực giết chết Khủng Long. Sau cái chết của Khủng Long, A Lạc và Đại D tiếp quản Tiêm Sa Chủy và kiếm được rất nhiều tiền, điều này khiến tình bạn của cả hai dần tốt lên. 
Trong một chuyến đi câu cá, Đại D ngỏ ý muốn A Lạc chia sẻ quyền lực Bang Hội cho mình, viện cớ rằng nhiều băng khác trong Hội Tam Hoàng cũng tổ chức như vậy. Dù A Lạc bày tỏ lo ngại việc này sẽ phá vỡ truyền thống Bang Hội, nhưng Đại D vẫn cố chấp. A Lạc cảm thấy bị chọc giận, liền giả vờ ủng hộ ý tưởng của Đại D, sau đó A Lạc lợi dụng lúc Đại D mất cảnh giác đã lấy một tảng đá đập vào đầu Đại D cho đến chết. Con trai của A Lạc và bà Lôi - vợ Đại D đã chứng kiến tất cả và cố gắng chạy trốn. A Lạc bảo con trai mình chạy vào xe ô tô, trong khi dùng một chiếc xẻng ném vào bà Lôi khiến cô bị thương. A Lạc quyết định siết cổ bà Lôi đến chết bằng một cành cây. Sau khi phi tang xác của vợ chồng Đại D, A Lạc thu dọn đồ đạc, rửa sạch tay và trở về nhà cùng đứa con trai đang bị sốc nặng bởi hành động vô nhân đạo của bố.

## Diễn viên
| Diễn viên        | Vai diễn             |
| ---------------- | -------------------- |
| Nhậm Đạt Hoa     | A Lạc (Lâm Hoài Lạc) |
| Lương Gia Huy    | Đại D (Lôi Siêu)     |
| Cổ Thiên Lạc     | Chiêm Mễ             |
| Vương Thiên Lâm  | Bác Đặng             |
| Lâm Gia Đống     | Đông Quản Tử         |
| Trương Gia Huy   | Phi Cơ               |
| Lâm Tuyết        | Đại Đầu              |
| Thiệu Mỹ Kỳ      | Bà Lôi (vợ Đại D)    |
| Trương Triệu Huy | Tô Sư Gia            |
| Đàm Bỉnh Văn     | Xuyến Bộc            |

## Giải thưởng
Tại Giải thưởng Điện ảnh Hồng Kông lần thứ 25 (2006), Hắc xã hội là bộ phim thành công nhất khi giành 4 giải bao gồm Phim hay nhất, Đạo diễn xuất sắc nhất (cho Đỗ Kỳ Phong), Kịch bản xuất sắc nhất (cho Du Ái Hải và Diệp Thiên Thành) và Vai nam chính xuất sắc nhất (cho Lương Gia Huy). Bộ phim cũng có tới 14 đề cử tại Giải Kim Mã Đài Loan nhưng chỉ chiến thắng ở hai hạng mục Kịch bản và Hiệu quả âm thanh. Hắc xã hội cũng được chọn là bộ phim tham gia dự thi chính thức tại Liên hoan phim Cannes 2005.